# Cometa Väisälä 2
La cometa Väisälä 2, formalmente indicata C/1942 EA, ma presente in letteratura anche come D/1942 EA e P/1942 EA, è una cometa periodica del Sistema solare, appartenente alla famiglia cometaria della cometa di Halley.
La cometa è stata scoperta l'11 marzo 1942 dall'astronomo finlandese Yrjö Väisälä ed è stata osservata fino al 17 aprile dello stesso anno.
Il processo che ha portato alla denominazione della cometa ha una storia travagliata. Al momento della scoperta fu ritenuta un asteroide e conseguentemente denominata 1942 EA; quando ci si accorse della sua natura cometaria, la sua denominazione fu modificata in 1942c e 1942 II. Ulteriori osservazioni permisero di calcolare una prima stima dell'orbita, che si rivelò essere periodica. Avrebbe dovuto ricevere dunque la sigla P/1942 E1 Väisälä (dove la P/ avrebbe dovuto identificarla come cometa periodica), ma poiché gli eventi della Seconda guerra mondiale non permisero di seguirla per un adeguato periodo di tempo, le fu assegnata la sigla D/1942 EA (dove, la D/ identifica le comete di cui si sono perse le tracce) assieme al nome ufficioso Väisälä 2, in quanto era la seconda cometa periodica scoperta da Yrjö Väisälä. Attualmente la denominazione ufficiale nel nuovo stile di designazione cometaria è C/1942 EA Väisälä (dove la C/ indica le comete con orbite iperboliche, paraboliche ed ellittiche a lungo periodo). La cometa dovrebbe tornare al perielio nel 2027, allora dovrebbe ricevere la sua denominazione definitiva composta da un numero progressivo seguito da una P maiuscola, una / e il nome Väisälä (xxxP/Väisälä).